# SJ Rc
SJ Rc est une série de locomotives électriques utilisées par Statens Järnvägar (SJ) de la Suède, et par d'autres opérateurs suédois. Ces locomotives électriques de traction CA ont des pantographes double-bras et des chasse-neiges.
Ces locomotives peuvent avoir des vitesses maximales de 135, 160 ou 180 kilomètres par heure. Les Rc sont les locomotives électriques les plus courantes en Suède.

## Utilisation
En 2007, Green Cargo utilisait les locomotives Rc sur la ligne de minerai de fer entre Kiruna et Gällivare dans le nord de la Suède.